# Beñat Turrientes
Beñat Turrientes Imaz, född 31 januari 2002 i Beasain, är en spansk fotbollsspelare som spelar för Real Sociedad.

## Karriär
Beñat Turrientes inledde sin seniorkarriär i Real Sociedads C-lag år 2019. Han debuterade i dess B-lag år 2020, och i dess A-lag 2021. Han har representerat Spanien på olika ungdomsnivån sedan 2019. Han blev olympisk guldmedaljör i fotboll vid olympiska sommarspelen 2024 i Paris efter att Spanien slagit Frankrike i finalen.